# Frantz Hohlenberg
Frantz Christopher Henrik Hohlenberg (født 18. februar 1764 i Aabenraa, død 9. januar 1804 i Christiansted) var en dansk officer og skibskonstruktør, far til Hagen Hohlenberg.

## Uddannelse
Han var søn af kaptajn Christoffer Carl Henrik Hohlenberg (1726-1773) og Øllegaard Hedevig f. Grabow (1734-1807), blev kadet 1777, sekondløjtnant i Marinen 1782 og straks uddannet som skibskonstruktør. Eftersom hans bedømmelser fra Søkadetakademiet ikke vidner om fremragende evner, må fabrikmester Henrik Gerner have følt, at Hohlenberg havde skjulte talenter for skibsbygningskunsten, og på hans forslag blev Hohlenberg og sekondløjtnant Tycho Jessen umiddelbart efter deres udnævnelse til officer beordret til oplæring i de til skibsbygningen hørende videnskaber og til auskultanter i Konstruktionskommissionen. Også på Gerners initiativ blev de to officerer i foråret 1788 sendt på en studierejse udenlands. De rejste først til Holland og derfra til England, hvor løjtnant Jessen døde. Hohlenberg, der 1789 var avanceret til premierløjtnant, fortsatte sine studier i England, indtil han i december 1790 rejste til Frankrig, hvor han studerede under konstruktør Borda, indtil den franske revolution tvang ham til i december 1791 at forlade landet. Så rejste han til Italien, derfra atter til England og Holland og sluttelig til Sverige, hvor han opholdt sig i et år og sluttede varmt venskab med den berømte svenske skibskonstruktør, admiral Fredrik Henrik af Chapman.

## Fabrikmester
I november 1794 vendte han hjem. Han var den talentfulde fabrikmester Henrik Gerners mest begavede elev og så meget yndet af ham, at Gerner ved sin død testamenterede ham alle sine papirer. 1795 ansattes han som lærer i skibsbyggeri ved Kadetakademiet, blev medlem af Konstruktionskommissionen og fik til opgave at bygge en fregat efter sin nyhøstede erfaring. Året efter erholdt han kaptajnløjtnants karakter og samtidig udnævnelse til interimsfabrikmester; da Ernst Wilhelm Stibolt kort tid efter tog sin afsked som fabrikmester, fik Hohlenberg 1797 fast ansættelse som sådan. 1801 blev han medlem af Defensionskommissionen. Hans forhold til Stibolt, som utvivlsomt var mindre kompetent end Hohlenberg, og som i sin tid havde chikaneret hans forgudede læremester Gerner, var dårligt. Forholdet var formentlig direkte årsag til, at Stibolt til sidst søgte sin afsked og året efter tog sit eget liv. Han besad en høj grad af selvtillid, hvilket hans genialitet dog måske til dels undskylder, men var tillige meget pirrelig og herskesyg.
Hohlenberg var en talentfuld, men tillige kostbar fabrikmester. I hans periode byggedes efter hans tegninger 4 linjeskibe, der var lige gode både som sø- og kampskibe, og som ansås for så fortrinlige, at englænderne, som 1807 bemægtigede sig de 3 af disse, senere anvendte disse som modeller for fremtidige skibe. Desuden konstruerede han 11 fregatter foruden en del mindre skibe, hvoraf dog nogle havde den fejl at være for ranke. Sandsynligvis har det været denne egenskab ved den af ham konstruerede fregat Hvide Ørn, der bevirkede, at denne julenat 1799 i Middelhavet kæntrede og gik under med mand og mus. Hohlenbergs moderne byggemåde havde givet ham enkelte kritikere og fjender, og denne begivenhed gav hans modstandere vind i sejlene.

## Kritik og afsked
I 1803, efter at han havde bygget fregatten Rota, led han den skuffelse, at rapporten udtalte sig misbilligende om hans værk, og at kronprins Frederik, der ellers var Hohlenberg meget bevågen, sluttede sig til dens opfattelse. Uagtet kronprinsen i et bevågent brev til ham senere søgte at formilde Indtrykket af dommen, blev Hohlenberg dog meget stærkt påvirket af den kritik, hans bygningsmåde her var blevet underkastet. Samtidig led han af brystsyge og havde ikke nogen stor indtægt. I sin fortrydelse søgte han sin afsked og fik den med kaptajns karakter samt ansættelse som overlods på Christianssted på St. Croix, et embede, hvormed også var forbunden bestyrelsen af et lille værft på øen. I denne stilling, der ansås for særdeles indbringende, forblev han dog kun kort, da døden allerede 9. januar 1804 bortrev ham.
Hohlenberg var gift med Elisa(beth) Judithe f. Hagen (2. september 1771 – november 1814 i Odense), datter af assessor og apoteker i København Matthias Hagen og Birgitte f. Søbøtker.
Der findes et pastelmaleri af Hohlenberg, usigneret, og et hollandsk miniaturemaleri, usigneret, i familiens eje. Desuden en satiretegning af Johan Tobias Sergel fra 1797 i Nationalmuseum.